# Райки (Хмельницкая область)
Райки (укр. Райки) — село в Староконстантиновском районе Хмельницкой области Украины.
Население по переписи 2001 года составляло 248 человек. Почтовый индекс — 31146. Телефонный код — 3854. Занимает площадь 1,236 км². Код КОАТУУ — 6824288602.

## Местный совет
31146, Хмельницкая обл., Староконстантиновский р-н, с. Старый Острополь